# 10P/Tempel
10P/Tempel est une comète périodique du Système solaire découverte le 4 juillet 1873 par Ernst Wilhelm Tempel. Elle est usuellement appelée Tempel 2 pour la distinguer des autres comètes découvertes par Tempel.
Le diamètre du noyau est estimé à 10,6 kilomètres avec un faible albédo de 0,022.
L'apparition la plus favorable de 10P/Tempel 2 a lieu en 1925 quand elle s'approche à 0,35 unité astronomique (52 359 300 km) de la Terre avec une magnitude apparente de 6,5. Le 3 août 2026, la comète Tempel 2 se rapprochera à environ 0,41 unité astronomique de la Terre.

## Tableau récapitulatif des périhélies et observations
Mis à jour le 2 août 2023.
| Périhélie | Observation |
| --- | ----------- |
| 25 juin 1873 | 10P/1873 N1 |
| 7 septembre 1878 | 10P/1878 O1 |
| 20 novembre 1883 |             |
| 2 février 1889 |             |
| 23 avril 1894 | 10P         |
| 29 juillet 1899 | 10P         |
| 10 novembre 1904 | 10P         |
| 10 février 1910 |             |
| 14 avril 1915 | 10P         |
| 10 juin 1920 | 10P         |
| 7 août 1925 | 10P         |
| 5 octobre 1930 | 10P         |
| 7 décembre 1935 |             |
| 13 février 1941 |             |
| 2 juillet 1946 | 10P         |
| 25 octobre 1951 | 10P         |
| 5 février 1957 | 10P         |
| 12 mai 1962 | 10P         |
| 14 août 1967 | 10P         |
| 15 novembre 1972 | 10P         |
| 20 février 1978 | 10P         |
| 1er juin 1983 | 10P         |
| 16 septembre 1988 | 10P         |
| 16 mars 1994 | 10P         |
| 8 septembre 1999 | 10P         |
| 15 février 2005 | 10P         |
| 4 juillet 2010 | 10P         |
| 14 novembre 2015 | 10P         |
| 24 mars 2021 | 10P         |
| 2 août 2026 |             |
| Légende : - découverte - observée, post-découverte - observée, pré-découverte - non observée, post-découverte - non observée, pré-découverte - retour futur |             |